# Canal 6 Nicaragüense
Canal 6 es un canal de televisión abierta nicaragüense con sede en la ciudad de Managua, bajo la administración del Gobierno de Nicaragua, bajo la empresa privada NEPISA (Negocios Publicitarios Internacionales SA).
Su director actual es Aarón Josué Peralta Obregón, antiguo director de la Juventud Sandinista.

## Historia
Sus transmisiones iniciaron el 17 de enero de 1957, como el segundo canal de televisión de Nicaragua, luego del Canal 8 que inició transmisiones el año anterior. De propiedad de Salvadora Debayle de Somoza y Lilliam Somoza de Sevilla (hija del presidente Anastasio Somoza García), En 1962, su programación se vio en el canal 8 luego de una decisión de fusionar los dos canales existentes.
Fue nacionalizado en 1979 por la Junta de Gobierno de Reconstrucción Nacional, luego del triunfo de la Revolución Popular Sandinista –dirigida por el FSLN,– quienes lo integraron al Sistema Sandinista de Televisión.
Con el triunfo de Violeta Chamorro en las elecciones de 1990, Canal 6 pasó a formar parte de la red estatal de televisión SNTV hasta 1997, cuando fue legalmente declarado en bancarrota, durante el gobierno de Arnoldo Alemán. Un fraude relacionado con el desvío de dinero estalló en marzo de 2002, antes de que el canal cerrara. Siguió una auditoría en abril del mismo año.
En septiembre de 2006 se anunció un nuevo proyecto para la frecuencia, esta vez el objetivo era ser un canal educativo.
El 14 de septiembre de 2011 Canal 6 volvió a estar en el aire, gracias a las inversiones dadas por el Gobierno en la restauración del canal.
El 21 de marzo de 2018 se inició la emisión en el canal 20.1 en formato Digital HD, con el apoyo técnico y financiero del Gobierno del Japón. Es el único canal del país en realizar pruebas y emitir la señal bajo el estándar ISDB-Tb.
Actualmente, trabajan como grupo de televisoras con el Canal 15 de Nicaragua, y el canal digital Canal 20 Nicaragüense.